# Хаттуни
Хаттуни или Хатуни (чечен. Хоттане) — село в Веденском районе Чеченской Республики. Административный центр Хаттунинского сельского поселения.

## География
Село расположено на левом берегу реки Хатуни (правого притока реки Басс), в 25 км к северо-западу от районного центра Ведено.
Ближайшие населённые пункты: на западе — село Тевзана, на юго-западе — село Махкеты, на юго-востоке — село Элистанжи, на северо-западе — село Агишты.

## Этимология
Название села в переводе с чеченского языка означает — «поселение в болоте», «грязнуха».

## История
Хаттуни основан представителями чеченского тайпа элистанжхой.

### В древности
При раскопках в селении обнаружена пряжка «типа Исти-су», учёные датируют её VI—V веками до нашей эры.

### XIX век

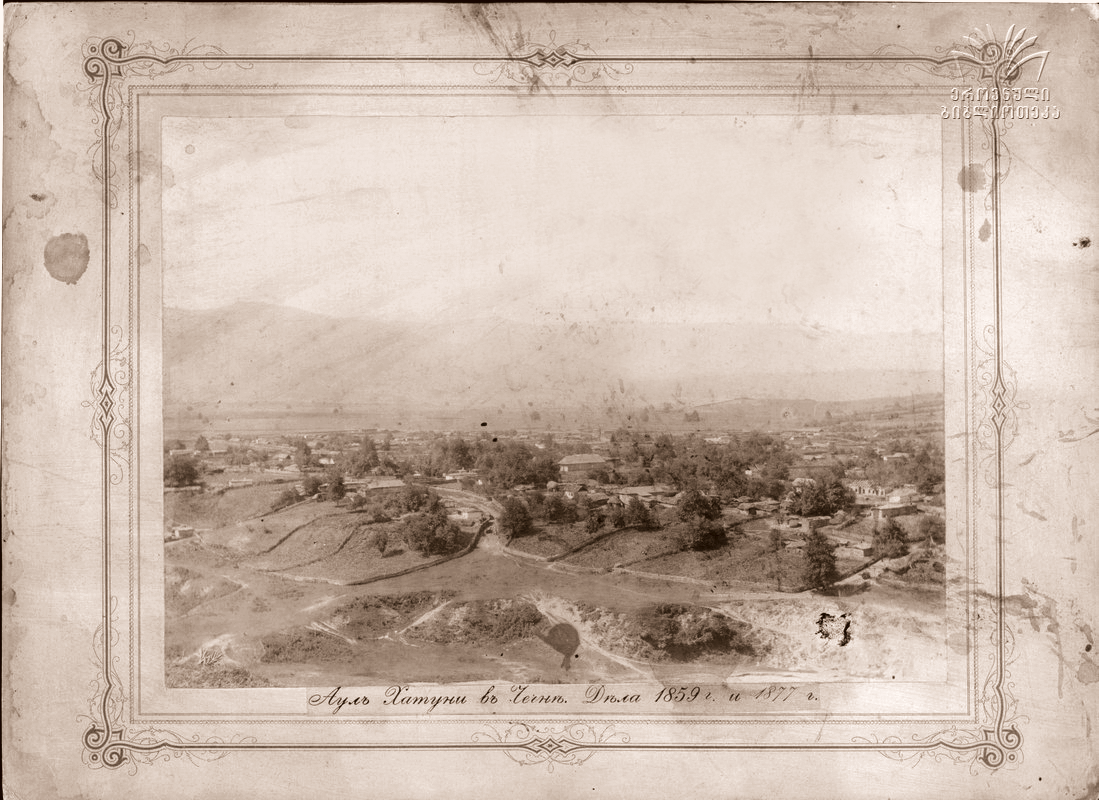
Аул Хаттуни. Фотография 79-го Куринского пехотного полка второй половины XIX века

Во время восстания под предводительством Алибек-Хаджи Алдамова 1877—1878 годов, селения Хаттуни, Тевзана, Махкеты и др. оказались местом кровопролитных боёв с царскими войсками. 26 августа была направлена 1-я сотня Сунженского полка для сожжения Хаттуни, а 27 числа три сотни дагестанской конной милиции и одна сотня ингушской милиции выдвинулись к Хаттуни, Махкеты и Мауган для уничтожения посевов, принадлежащих жителям данных аулов.

### XX век
В период с 1944 по 1958 года, после депортации чеченцев и ингушей и ликвидации Чечено-Ингушской АССР, село носило название Конхидатли (Конхидатль) и входило в состав Веденского района ДАССР.
В 1958 году с восстановлением Чечено-Ингушской АССР, селу было возвращено его прежнее название — Хаттуни.

## Население
| 2002  | 2010  | 2012  | 2013  | 2014  | 2015  | 2016  |
| ----- | ----- | ----- | ----- | ----- | ----- | ----- |
| 1572  | ↗2626 | ↗2678 | ↘2676 | ↗2707 | ↗2723 | ↗2746 |
| 2017  | 2018  | 2019  | 2020  | 2021  | 2023  | 2024  |
| ↗2783 | ↗2802 | ↗2828 | ↗2839 | ↘2700 | ↗2711 | ↗2733 |

## Инфраструктура
В селе Хатуни имеются мечеть и школа.